# Aethia cristatella
L'alca minore crestata (Aethia cristatella, Pallas 1769) è un uccello marino della famiglia degli alcidi.

## Sistematica
Aethia cristatella non ha sottospecie, è monotipico.

## Distribuzione e habitat
Questo uccello vive nel Pacifico, sulle coste di Russia, Giappone, Alaska, Canada, Stati Uniti e Messico.

## Curiosità
L'Aethia cristatella costituisce il primo esemplare di uccello in cui è stata riscontrata la produzione di feromoni. Fino al 2003 infatti si pensava che gli uccelli non sfruttassero la comunicazione feromonale, fin quando non si è scoperto che l'Aethia cristatella è in grado di sintetizzare un feromone con un odore molto simile a quello del mandarino, talvolta percettibile anche dall'uomo.